# Hemidactylus laticaudatus
Hemidactylus laticaudatus là một loài thằn lằn trong họ Gekkonidae. Loài này được Andersson mô tả khoa học đầu tiên năm 1910.